# Autophila inconspicua
Autophila inconspicua là một loài bướm đêm trong họ Erebidae.